# Église de l'Assomption de Tugéras-Saint-Maurice
L'église Notre-Dame-de-l'Assomption est une église située à Tugéras-Saint-Maurice, dans le département français de la Charente-Maritime en région Nouvelle-Aquitaine.

## Historique
L'église est inscrite au titre des monuments historiques par arrêté du 13 mars 1935.

## Galerie

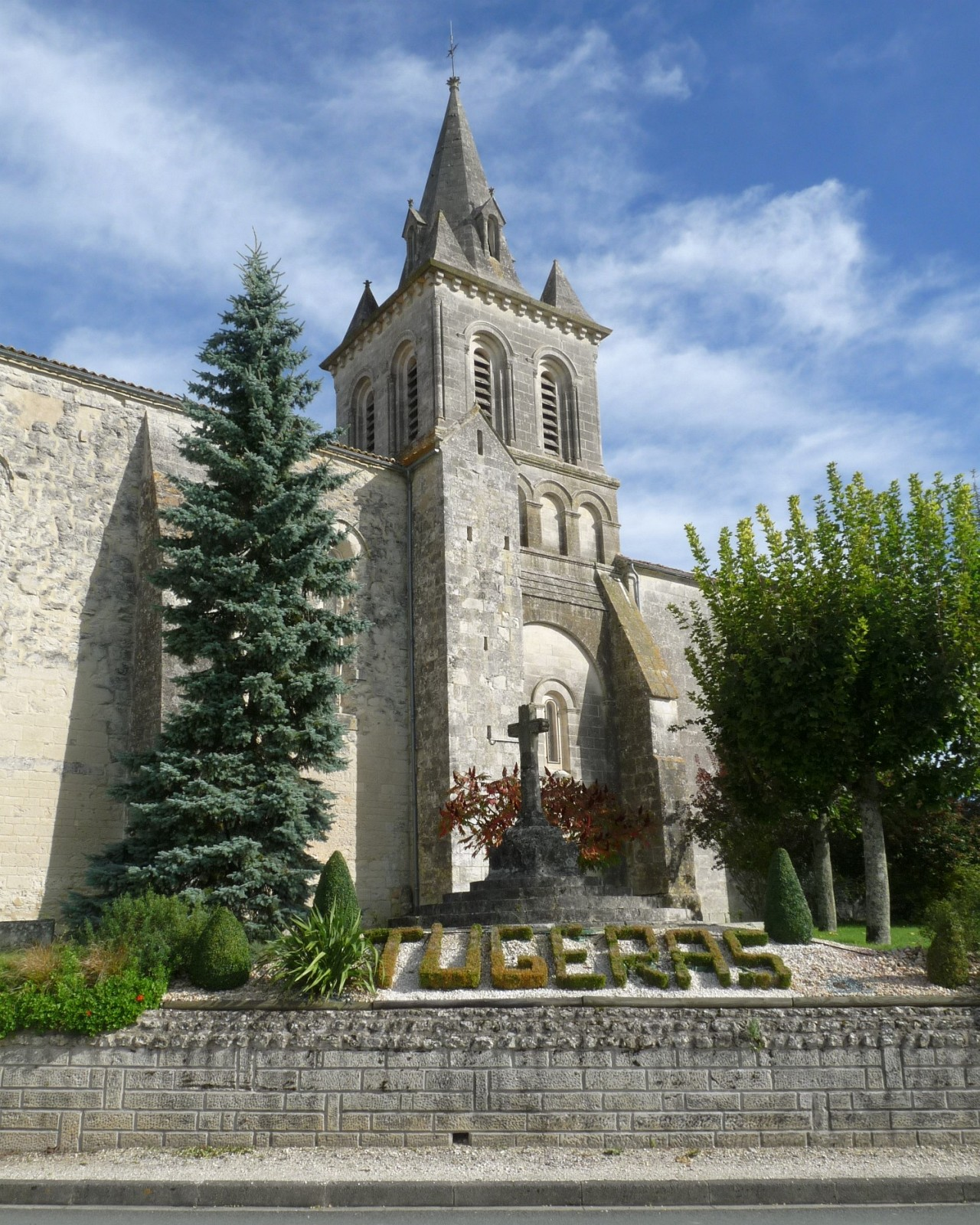
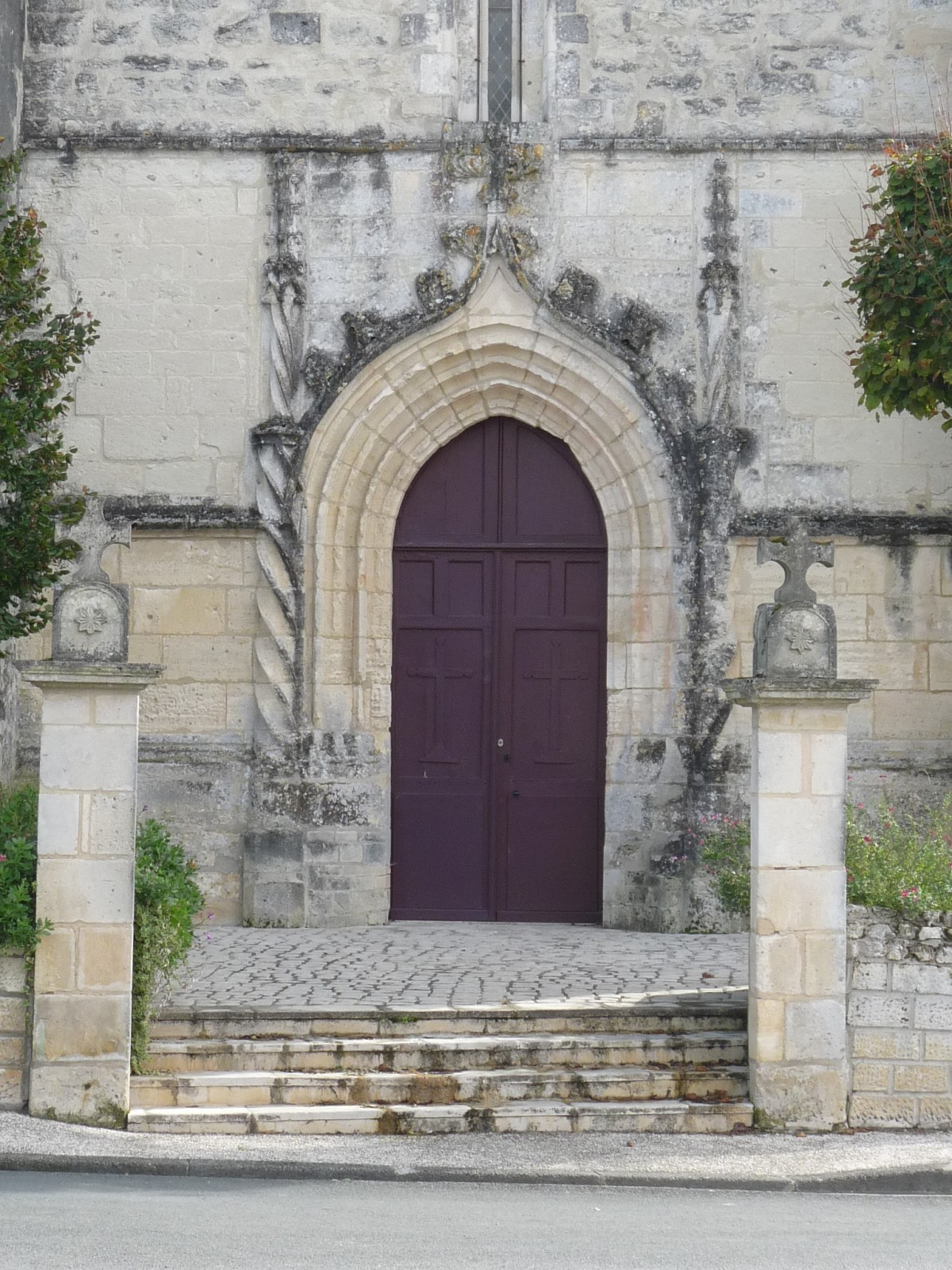